# El Príncep Felip Pròsper
El príncep Felip Pròsper és una pintura a l'oli sobre llenç, retrat del príncep d'Astúries Felip Pròsper d'Habsburg, que va ser realitzat pel pintor sevillà Diego Velázquez el 1659, per a ser enviat a la cort dels Habsburg austríacs. Actualment, es conserva al Kunsthistorisches Museum de Viena.

## Història
El retrat va ser pintat quan el príncep tenia dos anys. El seu naixement havia marcat la reobertura de les negociacions amb la França de Lluís XIV, amb qui s'estaven negociant les esposalles de la infanta Maria Teresa, que va acabar renunciant als seus drets successoris sobre la corona i evitava un possible perill de successió estrangera a Espanya. De fet, el retrat, i el de la infanta Margarida que l'acompanyava (en vistes d'un futur matrimoni), van ser fets per a ser enviats especialment a la cort dels Habsburg de Viena, per tal d'apaivagar els ànims d'aquesta branca de la dinastia que no desitjava una altra casa reial al tron espanyol.

## Descripció
És un retrat d'infant, en la majoria d'aquests s'acostuma a reflectir tendresa i sensibilitat associada amb els nens. El protagonista és l'infant i príncep d'Astúries Felip Pròsper d'Habsburg, que se'ns presenta diminut, amb els cabells rossos llisos i fins amb una mirada de tristesa vidriosa. Abillat amb un vestit de caràcter sobri i elegant, sense al·lusions a la guerra o a la sobirania, consta de cosset, mànigues, una faldilla de vellut vermell amb galons d'argent i sobre una davantal blanc.
Cal destacar que, a sobre de les seves robes, penjant, hi ha tota una sèrie d'amulets clarament visibles; Felip Pròsper va morir prematurament i en la seva curta vida va ser un nen malaltís, per la qual cosa s'entén que hi tingui tants amulets a sobre seu i posa de relleu com el costum dels amulets arribava fins a les classes més altes, en aquest cas fins al fill del mateix monarca. La dinastia havia tingut nens febles i malaltissos, molts morts prematurament, a causa de la contínua endogàmia, si bé en aquella època s'atribuïa a malediccions, conjurs o mal d'ull i, per això, es tracta de protegir l'infant. Així doncs, entre els diferents elements, hi ha campanetes, peces de corall, mans de teixó...
En relació amb l'escena, el príncep està ubicat a sobre d'una catifa estampada. El tron de vellut, on té recolzada la mà al costat d'on s'arruga el cortinatge tradicional d'aquesta mena de retrats, és diminut, tal com ho és el príncep. Al costat oposat, hi ha un tamboret, o bé una petita taula amb un coixí, i a sobre un barret amb plomes blanques. El fons, que recorda Les Menines, és fosc i en un costat s'obre una porta.
A banda del nen, al quadre també apareix un gos pujat i ajagut sobre el tron. Aquest element molt comú en aquesta mena de retrats de nens, és un dels atributs de la tradició de les escoles italianes d'afegir un animal de companyia, usualment un gos o bé, a vegades, un ocell.
En relació amb l'espectador, a part que tant el príncep com el gos dirigeixen la mirada cap a aquest punt, Velázquez fa servir un punt de vista molt baix en aquest retrat, fet que permet tenir una relació directa i íntima de manera insospitada amb el nen, en lloc de situar-nos en un punt de vista alt, que seria com normalment s'acostuma a veure un nen per la seva alçada.